# ابوحیان توحیدی
ابوحَیّان توحیدی، (به عربی: علي بن محمد بن العباس التوحيدي البغدادي)، ادیب و فیلسوف، از عرب یا ایرانی سده چهارم هجری قمری و شاگرد ابوسلیمان سجستانی است.

## زندگی شخصی
زمان و محل زاد و مرگ او به‌درستی روشن نیست. تولد او را در دههٔ دوم سدهٔ چهارم هجری (دهم میلادی) و نزدیک به سال ۳۱۰ ه‍.ق نوشته‌اند. زادگاه او را شیراز، نیشابور یا واسط یاد کرده‌اند. لقب «توحیدی» را غالباً بدان جهت دانسته‌اند که ابوحیان صوفی یا معتزلی بوده است، اما ابن خلکان آورده است که پدرش فروشندهٔ نوعی خرما موسوم به «توحید» بوده است. ابوحیان در خردسالی پدر و مادر تنگدست خود را از دست داد و با سرپرستی عمویش بزرگ شد.

## تحصیل و تعلم
آگاهی چندانی از جوانی ابوحیان در دست نیست، و تنها در فاصلهٔ سالهای ۳۴۸–۳۶۸ او را نزد ابوسعید سیرافی عالم و ادیب و فقیه نامی می‌یابیم که ابوحیان از او علوم قرآنی، نحو، فقه، بلاغت، کلام، عروض و قافیه را آموخت.
ابوحیان، علوم عقلی را نزد ابوالحسن عامری، یحیی بن عدی و ابوسلیمان سجستانی فرا گرفت. معلومات وسیع ابوحیان گذشته از استادان یادشده، از طریق مطالعه و ملاقات با دانشمندان و نیز رونویسی کتابها (ورّاقی) که شغل اصلی او بوده است حاصل آمده است. آزاداندیشی او نیز تا حدی نتیجهٔ برخورد او با صاحبان افکار و عقاید و مذاهب و مسالک گوناگون است که در شهرهای مختلف دیده است.

## روابط با اهل سیاست
ابوحیان مدتی نزد مهلّبی وزیر معزالدوله رفت، اما با او نساخت و ناچار از بغداد به ری رفت. اما با ابوالفضل بن عمید و پسر وی ابوالفتح نیز نتوانست به سر برد و (بعد از ۳۶۱) به بغداد برگشت. ابوحیان در دورهٔ وزارت صاحب بن عباد کمابیش هفت سال (۳۶۳–۳۷۰) در دستگاه او بوده است، اما اخلاق او با این وزیر فاضل نیز نگرفت. به هر حال ابوحیان در سال ۳۷۰ ه‍.ق به بغداد بازگشت و به وساطت ابوالوفا بوزجانی، مهندس و ریاضیدان، نخست کاری جزئی در بیمارستان عضدی بغداد یافت. سپس به دستگاه ابن عارض شیرازی (ابن سعدان) وزیر معرفی شد و چند سالی به آسایش نسبی گذراند، و از میان بزرگانی که ابوحیان ملاقات کرده تنها از این وزیر راضی بوده است. طی این مدت و پس از آن زندگی ابوحیان در محضر ابوسلیمان سجستانی می‌گذرد، و از سال ۳۹۱ که آن حکیم خردمند درگذشت دیگر از زندگی ابوحیان نیز اطلاع دقیقی در دست نیست. وفات او را میان سال‌های ۴۰۰ تا ۴۱۰ نوشته‌اند.

## آثار
آنچه هست در اواخر عمر دچار یأس کامل گردید و در یک مرحلهٔ بحرانی هرچه از آثارش در دست داشت از میان برد.
آنچه از آثار ابوحیان باقی‌مانده عبارت است از:
- الرد علی ابن رد ابن جنی در شعر متنبی؛
- کتاب المحاضرات و المناظرات؛
- کتاب الامتاع و المؤانسة (در دو جلد)؛
- کتاب الحنین الی الاوطان؛
- کتاب تقریظ الجاحظ؛
- کتاب البصائر و الذخائر (در ده مجلد)؛
- کتاب الصدیق و الصداقة؛
- کتاب المقامات؛
- کتاب مثالب الوزیرین (ابوالفضل بن عمید و صاحب بن عباد)؛
- الاشارات الالهیة؛ الزلفة؛
- کتاب المقابسات (چاپ بمبئی و قاهره)؛
- الحج العقلی؛ رساله فی اخبار الصوفیه؛ رسالهٔ بغدادیه؛
- رساله فی زلات الفقها.[۹][۱۰]